# تيوفيلو تودا
تيوفيلو تودا (بالإسبانية: Teófilo Toda)‏ هو دراج بيروفي، ولد في 18 يونيو 1935.

## وصلات خارجية
- تيوفيلو تودا على موقع إحصائيات الدراجات الإحترافية (الإنجليزية)
- تيوفيلو تودا على موقع أوليمبيديا (الإنجليزية)